# Gérard Fenouil
Gérard Fenouil est un athlète français, né le 23 juin 1945 à Paris et mort le 8 octobre 2023 aux Sables-d'Olonne.

## Biographie
Il court pour la France aux Jeux olympiques d'été de 1968 remportant le bronze en relais 4 × 100 m avec ses compatriotes Jocelyn Delecour, Claude Piquemal et Roger Bambuck.
Sociétaire de l'A.C. Paris, il est médaillé aux championnats de France, en remportant notamment l'or en 1969 et 1970 sur le 200 mètres et l'argent sur 100 mètres en 1970, et aux championnats d'Europe en 1969 en glanant l'or au relais 4 fois 100 mètres.
Il meurt le 8 octobre 2023 aux Sables-d'Olonne, âgé de 78 ans.

## Palmarès

### Jeux olympiques d'été
- Jeux olympiques d'été de 1968 à Mexico ( Mexique)
  - éliminé en demi-finale sur 100 m
  -  Médaille de bronze en relais 4 × 100 m
- Jeux olympiques d'été de 1972 à Munich ( Allemagne de l'Ouest)
  - 7e en relais 4 × 100 m

### Championnats d'Europe d'athlétisme
- Championnats d'Europe d'athlétisme de 1969 à Athènes ( Grèce)
  - 4e sur 100 m
  -  Médaille d'or en relais 4 × 100 m
- Championnats d'Europe d'athlétisme de 1971 à Helsinki ( Finlande)
  - 7e sur 200 m

## Divers
- Vainqueur du 100 m du Meeting de Cologne 1971
- Il a amélioré le record de France de Relais 4 × 100 mètres des Clubs (AC Paris) avec Jacques Eschallier, Marc Davidovici  et Jean-Claude Nallet avec le temps de 39 s 9[3] le 10/10/1971 à Colombes.